# Wilhelmsblicktunnel

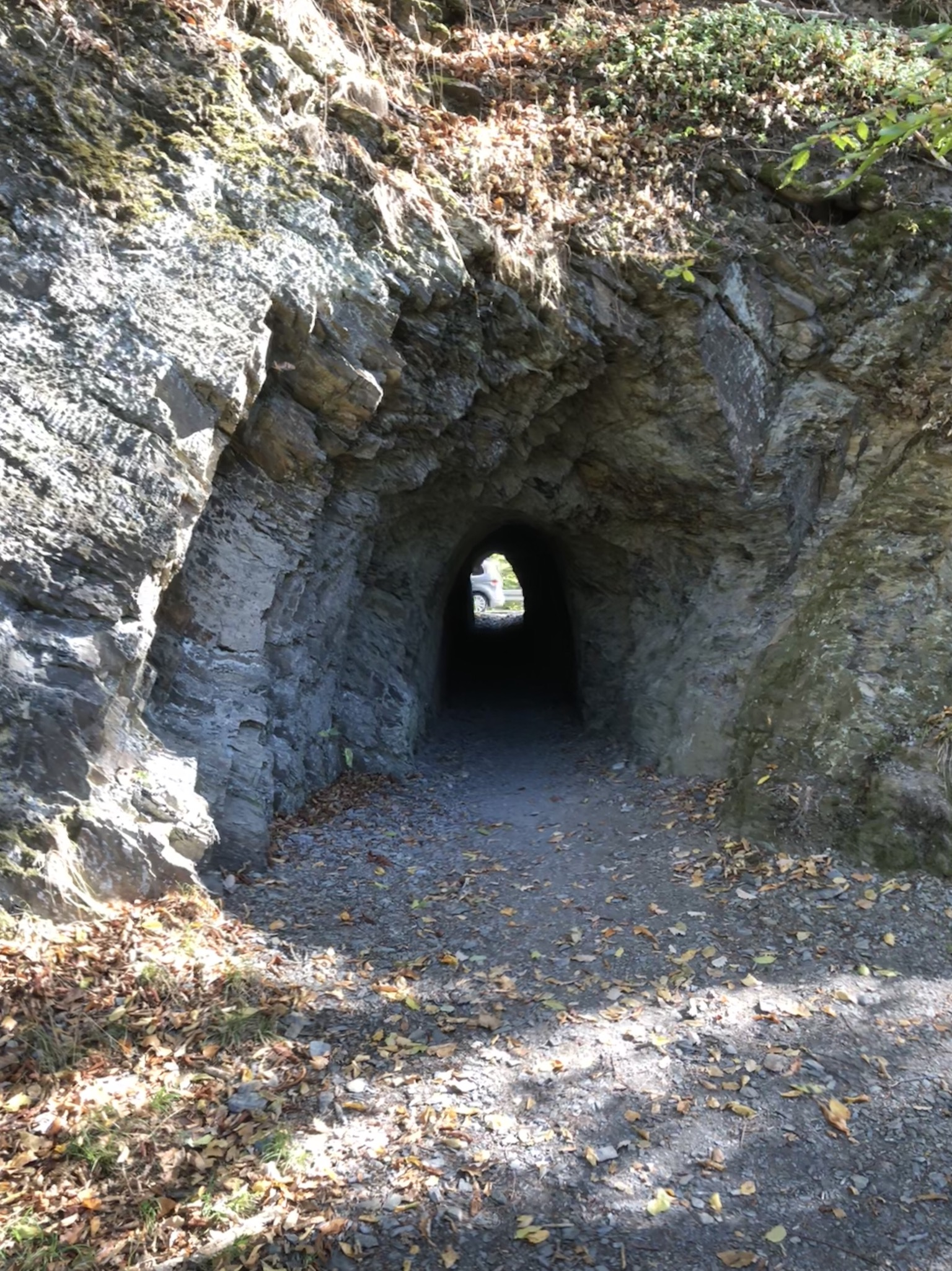
Wilhelmstunnel, Blick von Osten

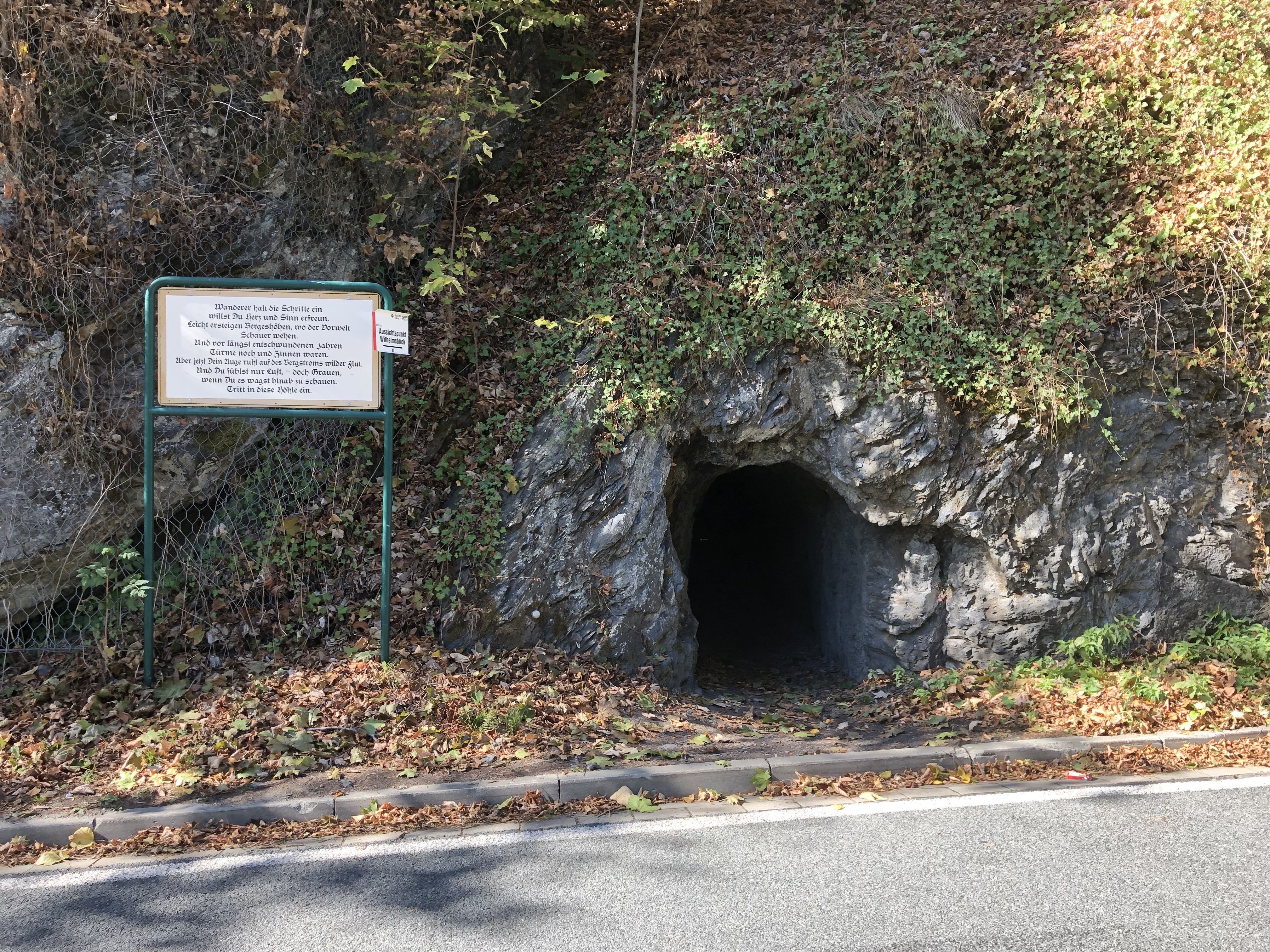
Westseite

Der Wilhelmsblicktunnel, auch Wilhelmstunnel, ist ein für Wanderer passierbarer Tunnel auf dem Gebiet der Stadt Thale im Harz in Sachsen-Anhalt.
Der Tunnel befindet sich unmittelbar westlich der Treseburg mit Wienrode verbindenden Landesstraße 93, etwa einen Kilometer nördlich von Treseburg. Durch den Tunnel können Wanderer von der Landstraße auf die westliche Seite eines Höhenzuges gelangen, von wo ein Aufstieg zum Wilhelmsblick auf dem Höhenzug oberhalb des Tunnels möglich ist. Der Tunnel ist Bestandteil eines Wanderwegs von Treseburg zum nördlich gelegenen Todtenrode. Auf beiden Seiten des Tunnels verläuft im Tal die Bode, deren Verlauf hier einen Bogen beschreibt.
Gebaut wurde der 22 Meter lange Tunnel im Jahr 1861. Er entstand im Zusammenhang mit Straßenbauarbeiten für die Landstraße. Der Name geht auf den Straßenbaumeister Wilhelm zurück, der auch den Tunnel anlegen ließ, um so einen Zugang zum Aussichtspunkt zu ermöglichen.
Am westlichen Tunneleingang befindet sich eine Tafel mit einem Vers, der dort zumindest seit 1906 vorhanden ist. Der Vers lautet:
Wanderer halt die Schritte ein, willst Du Herz und Sinn erfreun.

Leicht ersteigen Bergeshöhen, wo der Vorwelt Schauer wehen.

Und vor längst entschwundenen Jahren Türme noch und Zinnen waren.

Aber jetzt Dein Auge ruht auf des Bergstroms wilder Flut.

Und Du fühlst nur Luft – doch Grauen, wenn Du es wagst hinab zu schauen.

Tritt in diese Höhle ein.